# Pojas hrđe
Pojas hrđe (engl. rust belt), poznat i kao proizvodni pojas (engl. manufacturing belt) ili tvornički pojas (engl. factory belt), zajednički je naziv za područja sjeveroistočnih i srednjoatlantskih država SAD-a, te istočnog dijela američkog Srednjeg zapada koji je u posljednjoj četvrtini 20. stoljeća pogodila deindustrijalizacija.

## Vanjske poveznice
- coalcampusa.com